# Спасовица

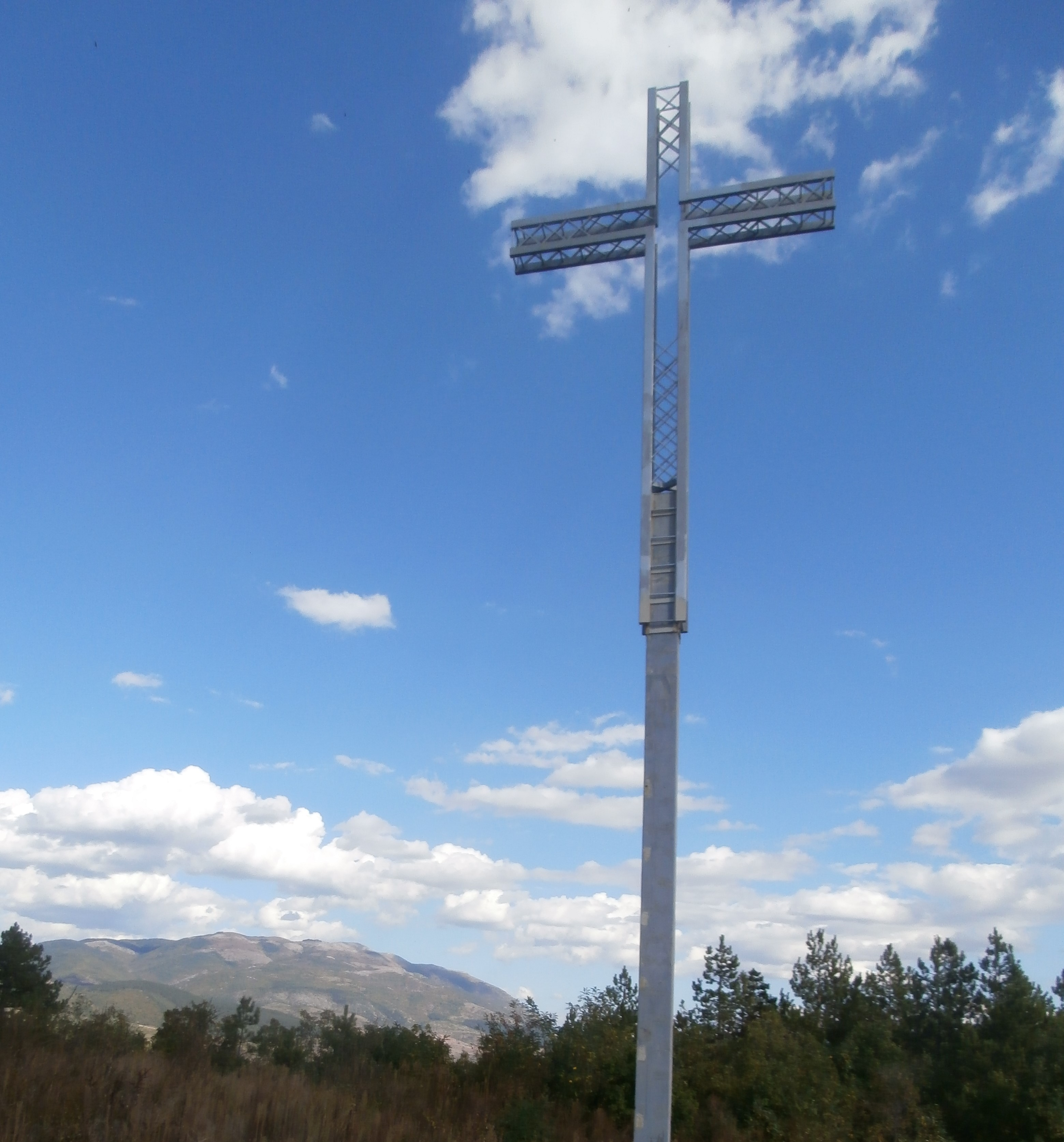
Спасовица.

Спасовица — задужбина короля Стефана Дечанского.
Посвящена Вознесению Господню. Установлена в 1330/1331 годах на вершине холма, где находилась палатка или шатёр короля. Посвящена спасению королевства Рашка в битве при Вельбужде.
Каждый год местные болгары отмечают это событие в 40-й день по Пасхе в четверг. В том же 1331 году, когда церковь была освящена, умер старый король, а на Пасху 1346 года в старой болгарской столице Скопье (Самуила), Душан был коронован как „Царь сербов и греков“.
Церковь была чрезвычайно массивной и красивой для своего времени. Жизнь (житие) Стефана Дечанского была написана болгарским писателем Григорием Цамблаком.
Церковь действовала по крайней мере до тринадцатилетней войны в Венгрии, если не до Великой Турецкой войны.
Остатки церкви были взорваны после Бухарестского мирного договора (1913) местными военными, недовольными арбитражем русского царя Николая II — Македония и Скопье были сербами[прояснить]. Во время Первой мировой войны на противоположном холме над Кюстендилом был главный штаб болгарской армии.
В 2018 году рядом с остатками церкви был установлен 26-метровый крест. Археологические исследования и реставрация места ожидаются.